# Oscar Espinosa Chepe
Óscar Manuel Espinosa Chepe (29 novembre 1940 - 23 septembre 2013) était un économiste et dissident cubain. Il a été l'un des quelque 75 dissidents arrêtés, jugés et condamnés en 2003 dans le cadre d'une répression par le régime cubain connu sous le nom de printemps noir. Il a été condamné à vingt ans de prison pour « activités contre l'intégrité et la souveraineté de l'État », ce qui a amené Amnesty International à le déclarer prisonnier d'opinion.

## Biographie
Dans les années 1960, Oscar Espinosa était un des conseillers économiques de Fidel Castro, alors Premier ministre. Puis il a rejoint Belgrade entre 1970 et 1980 pour coordonner la coopération économique entre Cuba et la Hongrie, l'ancienne Tchécoslovaquie et la Yougoslavie.
Oscar Espinosa a été libéré de prison avec son collègue, Raúl Rivero, le 29 novembre 2004, après avoir purgé plus de 19 mois de sa peine de prison, il était alors âgé de 64 ans. Les autorités lui ont accordé une libération conditionnelle médicale parce que sa santé déjà mauvaise avait diminué sérieusement pendant son incarcération.
Le 28 février 2006, il est jugé par un tribunal qui lui notifie un « contrôle social ».  Il doit se présenter devant les organisations politiques de son quartier : « Parti et Jeunesses communistes, Comités de défense de la révolution, Association des combattants de la révolution et Fédération des femmes cubaines ».